# Thomas Reynolds
Thomas Reynolds (?, 1934. március 6. – ?, 1993. június 27.) walesi nemzetközi labdarúgó-játékvezető.

## Pályafutása

### Nemzetközi játékvezetés
A Walesi labdarúgó-szövetség Játékvezető Bizottsága (JB) 1968-ban terjesztette fel nemzetközi játékvezetőnek, a Nemzetközi Labdarúgó-szövetség (FIFA) bíróinak keretébe. Több nemzetek közötti válogatott és klubmérkőzést vezetett. A walesi nemzetközi játékvezetők rangsorában, a világbajnokság-Európa-bajnokság sorrendjében többedmagával a 7. helyet foglalja el 3 találkozó szolgálatával. Az aktív nemzetközi játékvezetéstől 1979-ben búcsúzott.

#### Világbajnokság
A világbajnoki döntőhöz vezető úton Argentínába a XI., az 1978-as labdarúgó-világbajnokságra a FIFA JB játékvezetőként alkalmazta.
| Időpont              | Helyszín             | Mérkőzés típusa           | Mérkőzés     | Eredmény | Nézők száma |
| -------------------- | -------------------- | ------------------------- | ------------ | -------- | ----------- |
| 1977. szeptember 24. | Prater Stadion, Bécs | előselejtező (3. csoport) | Ausztria–NDK | 1 : 1    | 72 000      |

#### Európa-bajnokság
Az európai-labdarúgó torna döntőjéhez vezető úton Jugoszláviába az V., az 1976-os labdarúgó-Európa-bajnokságra és Olaszországba a VI., az 1980-as labdarúgó-Európa-bajnokságra az UEFA JB játékvezetőként foglalkoztatta.
| Időpont             | Helyszín                    | Mérkőzés típusa           | Mérkőzés       | Eredmény | Nézők száma |
| ------------------- | --------------------------- | ------------------------- | -------------- | -------- | ----------- |
| 1974. szeptember 8. | Laugardalsvöllur, Reykjavik | előselejtező (7. csoport) | Izland–Belgium | 0 : 2    | 7 540       |
| 1978. október 4.    | Kurt Wabbel Stadion, Halle  | előselejtező (4. csoport) | NDK–Izland     | 3 : 1    | 12 000      |

#### Brit Bajnokság
1882-ben az Egyesült Királyság brit tagállamainak négy szövetség úgy döntött, hogy létrehoznak egy évente megrendezésre kerülő bajnokságot egymás között. Az utolsó bajnoki idényt 1983-ban tartották meg.
| Időpont         | Helyszín                      | Mérkőzés típusa | Mérkőzés              | Eredmény | Nézők száma |
| --------------- | ----------------------------- | --------------- | --------------------- | -------- | ----------- |
| 1975. május 17. | Windsor Park Stadion, Belfast | selejtező       | Észak-Írország–Anglia | 0 : 0    | 36 500      |
| 1976. május 8.  | Hampden Park Stadion, Glasgow | selejtező       | Skócia–Észak-Írország | 3 : 0    | 49 897      |